# Ebenezer Cooke
Ebenezer Cooke (ca. 1665 - ca. 1732), poeta nascut a Londres, va escriure el que alguns estudiosos consideren com la primera sàtira americana: «The Sotweed Factor, or A Voyage to Maryland, A Satyr» (1708). Ell va ser ficcionalitzat per John Barth com el protagonista còmicament innocent de «The Sot-Weed Factor», una novel·la en la qual una sèrie de desventures fantàstiques van portar Cooke a escriure el seu poema. Com va explicar Barth,
«The Sot-Weed Factor» va començar amb el títol i, naturalment, el poema original d'Ebenezer Cooke... On es troba enterrat, ningú no ho sap; em vaig inventar una tomba per Ebenezer perquè volia escriure el seu epitafi.

## Obra
- The Sot-weed Factor, or A Voyage to Maryland, A Satyr (1708)